# Duyệt binh Ngày Chiến thắng ở Moskva năm 2025

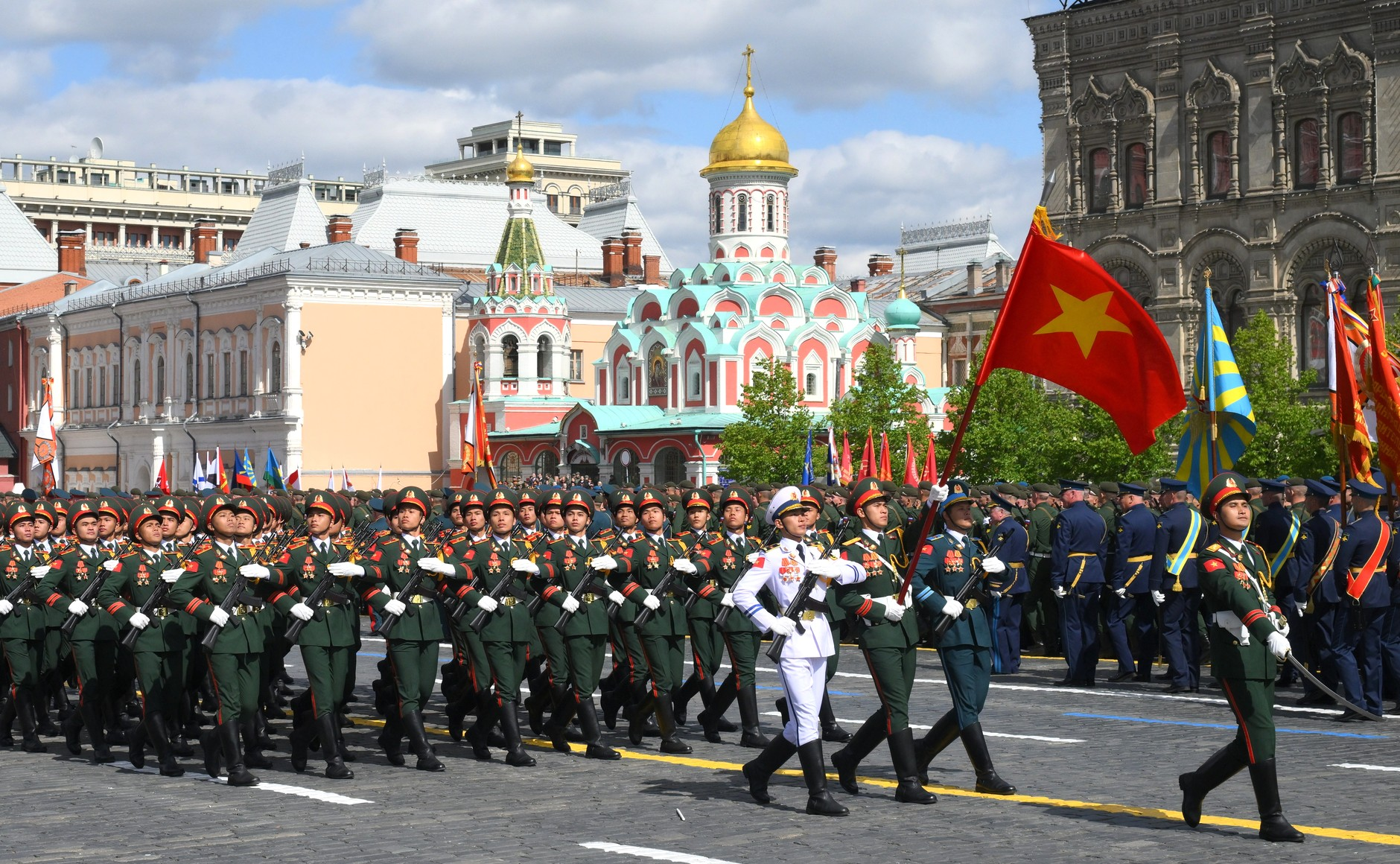
Lực lượng Việt Nam tiến vào Lễ đài

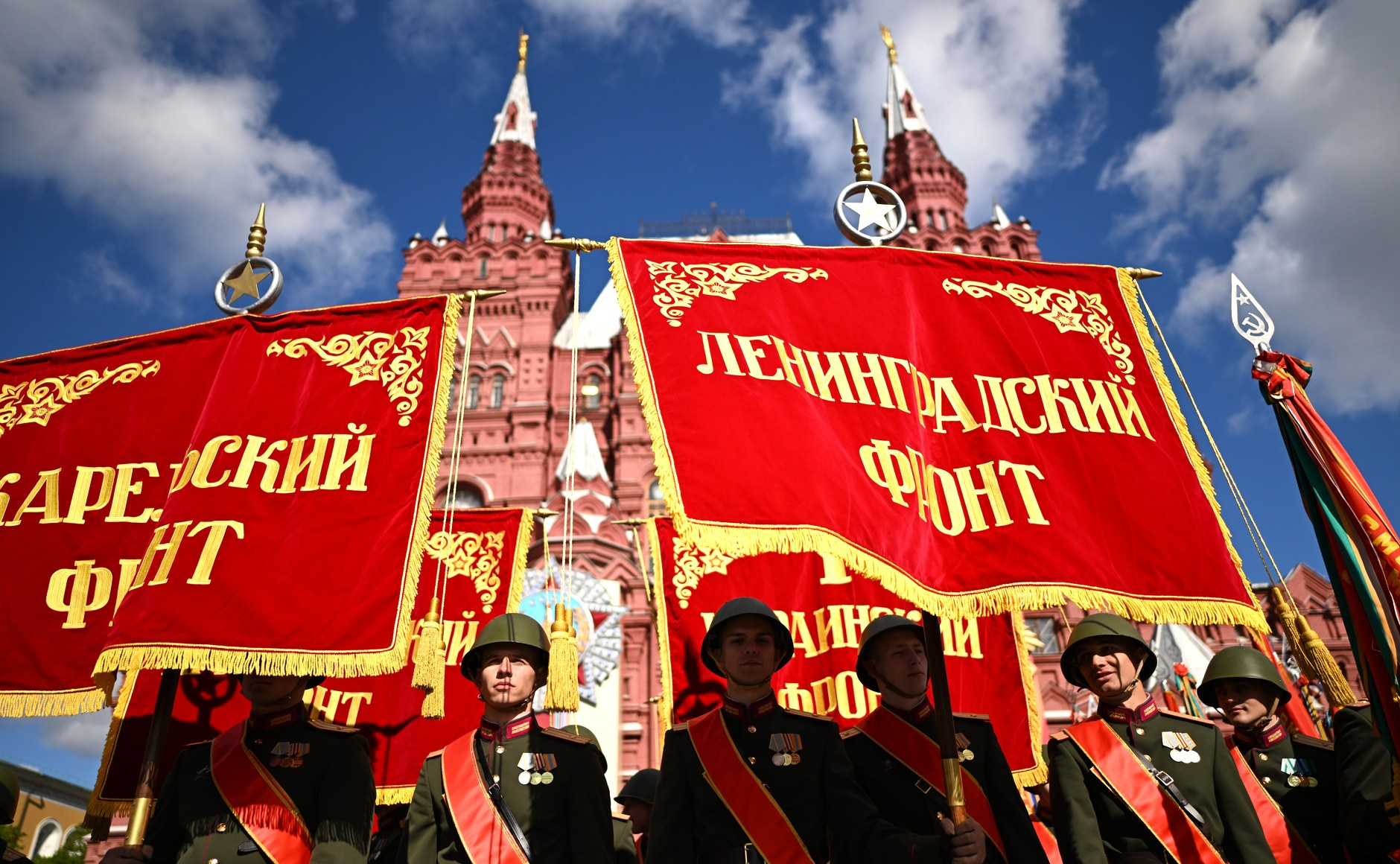
Hiệu kỳ chiến thắng

Lễ duyệt binh Ngày Chiến thắng ở Moscow năm 2025 (tiếng Anh: 2025 Moscow Victory Day Parade; tiếng Nga: Парад Победы на Красной площади 2025) là cuộc Duyệt binh Ngày Chiến thắng được tổ chức tại Quảng trường Đỏ ở Moskva của Nga diễn ra vào ngày 9 tháng 5 năm 2025 để kỷ niệm 80 năm Ngày Chiến thắng đã đánh dấu sự thất bại của Đức Quốc xã và kết thúc Mặt trận phía Đông của Thế chiến II. Buổi lễ long trọng này kéo dài gần 2 giờ đồng hồ. Sự kiện mở đầu bằng lễ rước Quốc kỳ Liên bang Nga và lá cờ Chiến thắng, tiếp nối bằng bài phát biểu khai mạc của Tổng thống Vladimir Putin nhằm tri ân những người lính Hồng quân đã hy sinh trong Chiến tranh Vệ quốc Vĩ đại. Lễ duyệt binh kỷ niệm 80 năm Ngày Chiến thắng ở Nga đã diễn ra rầm rộ, khai lễ đúng 10 giờ sáng theo giờ Moscow (tức 14 giờ cùng ngày theo giờ Việt Nam) tại Quảng trường Đỏ với hơn 10.000 người tham dự. 
Về thượng khách thì có tổng cộng có 27 nguyên thủ và lãnh đạo chính phủ các nước đã đến tham dự sự kiện, trong đó có Tổng Bí thư Đảng Cộng sản Trung Quốc Tập Cận Bình, Tổng thống Venezuela Nicolas Maduro, Chủ tịch Cuba Miguel Diaz-Canel, Tổng thống Serbia Aleksandar Vucic, Tổng Bí thư Tô Lâm, Tổng thống Brazil Luiz Inacio Lula da Silva, Thủ tướng Slovakia Robert Fico. Tham dự và chứng kiến Lễ duyệt binh kỷ niệm 80 năm Ngày Chiến thắng còn có quan khách từ 4 đoàn cấp cao, đại sứ các nước Israel và Triều Tiên, các cựu chiến binh từ khắp thế giới, trong đó có Mỹ. Đoàn quân đội, học viên quân sự của 13 nước cũng diễu hành qua lễ đài. Tại Lễ duyệt binh kỷ niệm 80 năm Chiến thắng ở Quảng trường Đỏ, những cảnh quay hoành tráng như phim Hollywood đã khiến nhiều khán giả sửng sốt. Mở đầu là đội hình bay "Kim cương Kubinka" nổi tiếng của Nga, được tạo thành từ 5 tiêm kích Su-30SM của tổ đội "Hiệp sĩ Nga" và 4 máy bay MiG-29 thuộc ""tổ đội Chim én".

## Bối cảnh
Ngày Chiến thắng là một ngày lễ kỷ niệm thường niên quan trọng ở Nga, kỷ niệm sự kiện phát xít Đức đầu hàng trong Thế chiến II, đánh dấu sự kết thúc một trong những cuộc xung đột đẫm máu nhất trong lịch sử nhân loại. Ngày lễ rầm rộ này nhằm mục đích lưu truyền hình tượng huyền thoại về Hồng quân hùng mạnh và đạo đức, đã anh dũng, quên mình chiến đấu chống lại cái ác trong một cuộc chiến đã cướp đi sinh mạng của khoảng 26 triệu công dân Liên Xô. Sự kiện Ngày chiến thắng được tổ chức hàng năm vào ngày 9 tháng 5 kể từ năm 1945, và đây là một trong những ngày lễ công cộng ở Nga được tôn kính và tổ chức rầm rộ nhất, với các cuộc duyệt binh, bắn pháo hoa và hòa nhạc được tổ chức trên khắp nước Nga. Dưới thời tổng thống Vladimir Putin, ngày lễ này đã được sử dụng cho mục đích tuyên truyền, đặc biệt là kể từ Nga xâm lược Ukraina mà phía Nga vẫn gọi là Chiến dịch quân sự đặc biệt.

## Toàn cảnh

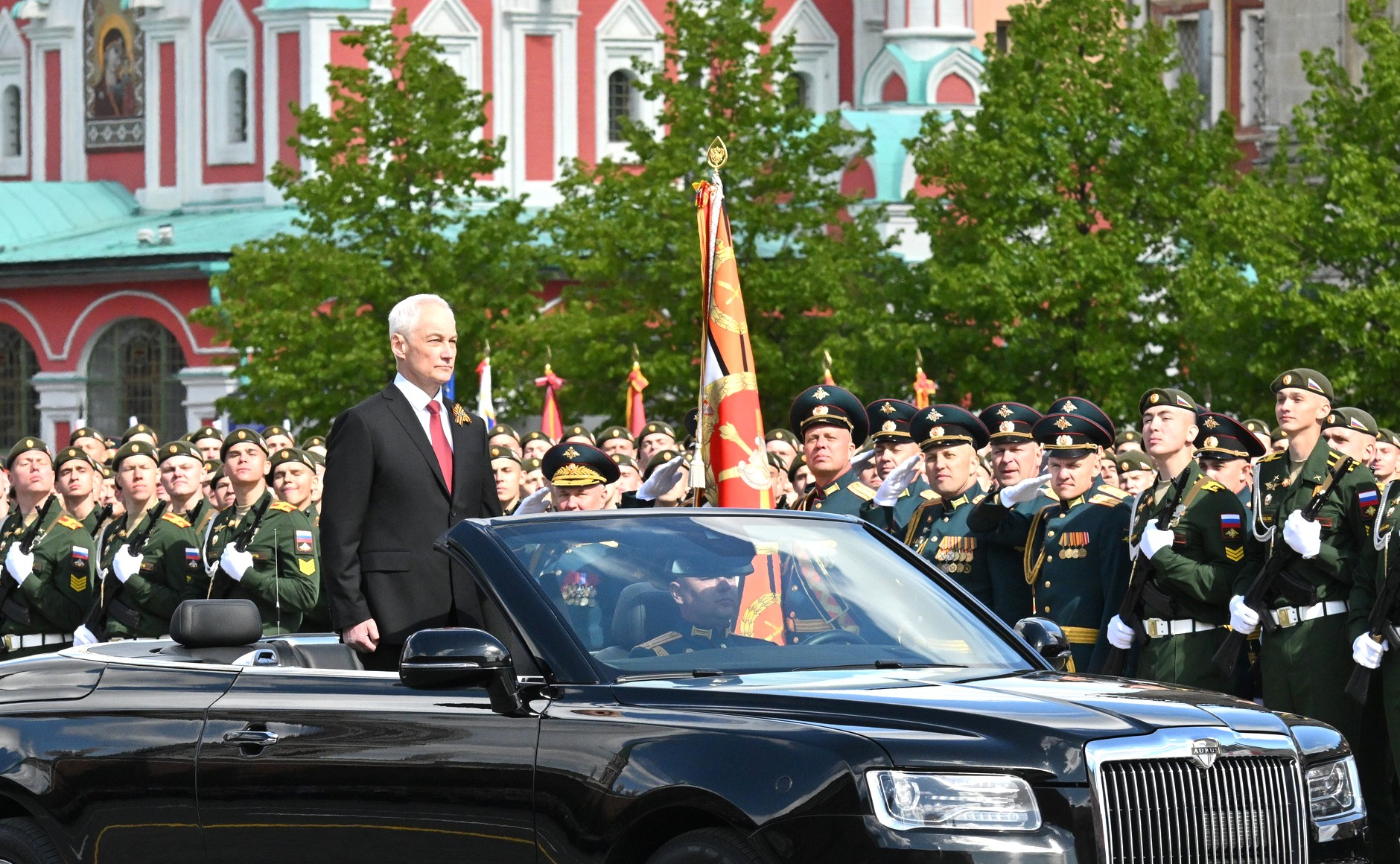
Bộ trưởng Bộ Quốc phòng Nga Andrey Belousov

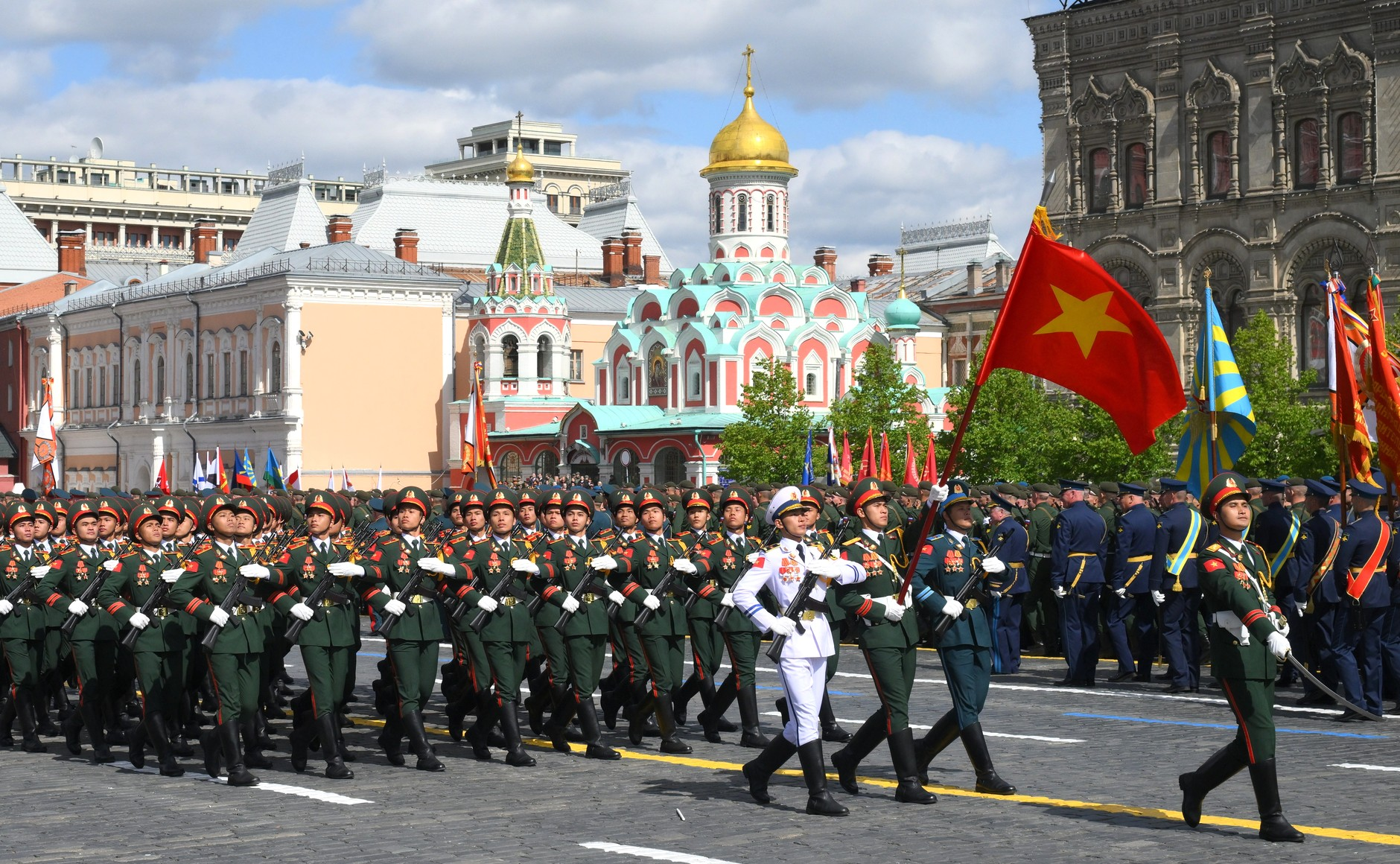
Quân đội Nhân dân Việt Nam diễu hành

Lần đầu tiên kể từ năm 2012, Sergei Shoigu không chào đón 11.500 quân nhân trên Quảng trường Đỏ với tư cách là Bộ trưởng Bộ Quốc phòng, mà là Andrey Belousov đảm nhận vai trò này, xuất hiện trong bộ đồ thường phục thay vì quân phục. Mười ba đoàn quân nước ngoài tham gia diễu hành, bao gồm quân đội từ Cộng đồng các Quốc gia Độc lập với Ai Cập, Lào, Myanmar và Việt Nam tham gia diễu hành lần đầu tiên. Đoàn xe cơ giới mở màn bằng xe tăng T-34 mang tính biểu tượng của thời Thế chiến II và pháo tự hành SU-100, tượng trưng cho chiến thắng của Liên Xô. Tiếp theo là màn trình diễn các thiết bị quân sự hiện đại: xe chiến đấu bộ binh BMP-2 và Kurganets-25, xe tăng chiến đấu chủ lực T-72B3M, T-80BVM và T-90M Proryv, xe trinh sát, xe vận chuyển y tế và hệ thống tên lửa bao gồm hệ thống phòng không Iskander-M và S-400. Đáng chú ý, các máy bay không người lái và đạn dược lơ lửng như máy bay không người lái ZALA Lancet và Geran-2 lần đầu tiên được giới thiệu, làm nổi bật vai trò ngày càng tăng của chiến tranh máy bay không người lái. Cuộc diễu hành kết thúc bằng màn bay biểu diễn của các máy bay phản lực chiến đấu Su-30SM và MiG-29 từ các đội nhào lộn Hiệp sĩ Nga và Chim én, theo sau là sáu máy bay phản lực Su-25 phun ra những luồng khói mang màu sắc của Quốc kỳ ba màu của Nga. Trong một cử chỉ ngoại giao quan trọng, Thủ tướng Slovakia, Robert Fico, đã trở thành nhà lãnh đạo đầu tiên từ một quốc gia thành viên EU hoặc NATO tham dự cuộc diễu hành kể từ khi Nga bắt đầu xâm lược Ukraina. Chỉ huy đi đầu là ông Andrey Belousov, Bộ trưởng Bộ Quốc phòng Liên bang Nga. Tiếp đến là Đại tướng Oleg Salyukov, Tổng tư lệnh Lực lượng Lục quân Nga (chỉ huy lễ duyệt binh).  Đoàn nhạc quân đội của Lực lượng vũ trang dưới sự chỉ đạo của Giám đốc âm nhạc cấp cao của Đội nhạc quân đội của Lực lượng vũ trang Nga, Thiếu tướng Timofey Mayakin. Đội trống của Học viện Âm nhạc Quân đội Moskva – Dưới sự chỉ huy của Chỉ huy Học viện, Đại tá, Alexander Gerasimov.

## Putin phát biểu

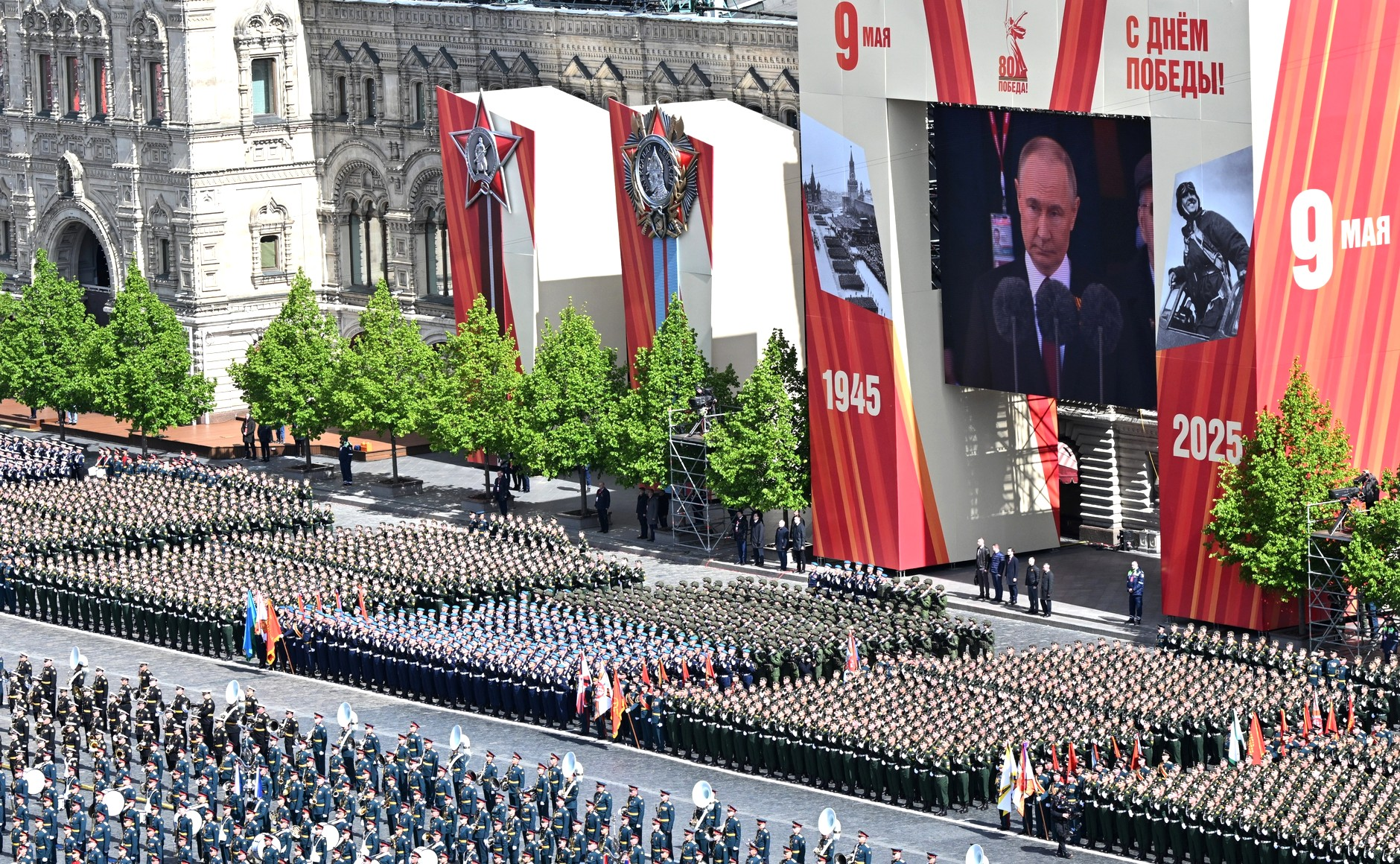
Bài phát biểu của Putin ngày 9 tháng 5 năm 2025

Trong bài phát biểu Ngày Chiến thắng, Tổng thống Vladimir Putin đã nhấn mạnh vai trò của Nga là lực lượng chính đằng sau thất bại của Đức Quốc xã, ghi nhận lòng anh hùng và sự hy sinh phi thường của nhân dân Liên Xô. Ông vinh danh ký ức về những người lính đã hy sinh và ca ngợi những đóng góp của tất cả các nước cộng hòa Liên Xô, đặc biệt nhấn mạnh đến sự ủng hộ từ Trung Á và Nam Kavkaz trong suốt cuộc chiến. Ông lên án những nỗ lực hiện đại nhằm bóp méo lịch sử của Thế chiến II, bao gồm cả những nỗ lực hạ thấp vai trò của Liên Xô hoặc phục hồi những người cộng tác với Đức Quốc xã. Ông chỉ trích các quốc gia không nêu tên vì đã xóa bỏ các tượng đài thời Liên Xô và thay thế chúng bằng các đài tưởng niệm những người mà ông gọi là "những kẻ phản bội và đồng phạm của Hitler". Ông tuyên bố rằng Nga “sẽ không bao giờ đồng ý” với việc xuyên tạc lịch sử hoặc vu khống di sản của Hồng quân, và tái khẳng định nhu cầu bảo tồn sự thật và phẩm giá của nỗ lực chiến tranh của Liên Xô. Liên hệ di sản của cuộc chiến với các sự kiện hiện tại, Putin tuyên bố rằng nỗ lực quân sự hiện tại của Nga là sự tiếp nối cuộc chiến chống lại chủ nghĩa Quốc xã và sự xâm lược. Ông khẳng định rằng toàn bộ xã hội Nga ủng hộ binh lính của mình và nhấn mạnh rằng sự thật và công lý đứng về phía Nga. Ông cũng cảnh báo về chủ nghĩa bài Nga và bài Do Thái đang gia tăng, nói rằng Nga vẫn là rào cản toàn cầu chống lại các hệ tư tưởng như vậy. Trong khi thừa nhận những đóng góp của các quốc gia Đồng minh, bao gồm cả việc mở Mặt trận thứ hai và những nỗ lực của Lực lượng kháng chiến và nhân dân Trung Quốc, Putin nhắc lại rằng bước ngoặt của cuộc chiến đã đến trên đất Liên Xô. Ông kêu gọi người dân Nga đoàn kết, tự hào và cam kết với quê hương, tuyên bố rằng sức mạnh của quốc gia nằm ở sự thống nhất, di sản và các giá trị được truyền lại từ thế hệ thời chiến.

## Thượng khách tham dự

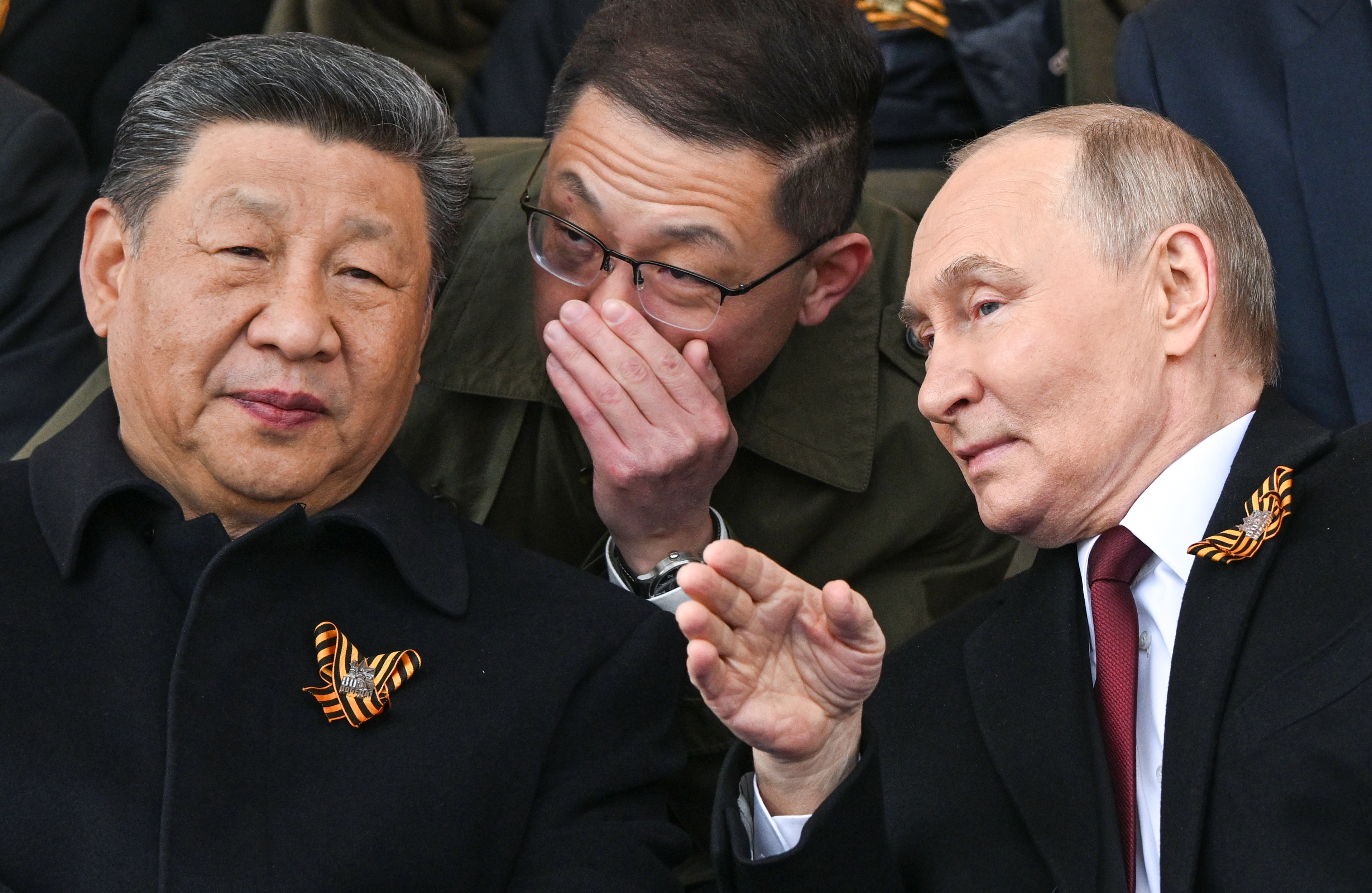
Vladimir Putin với Tập Cận Bình của Trung Quốc

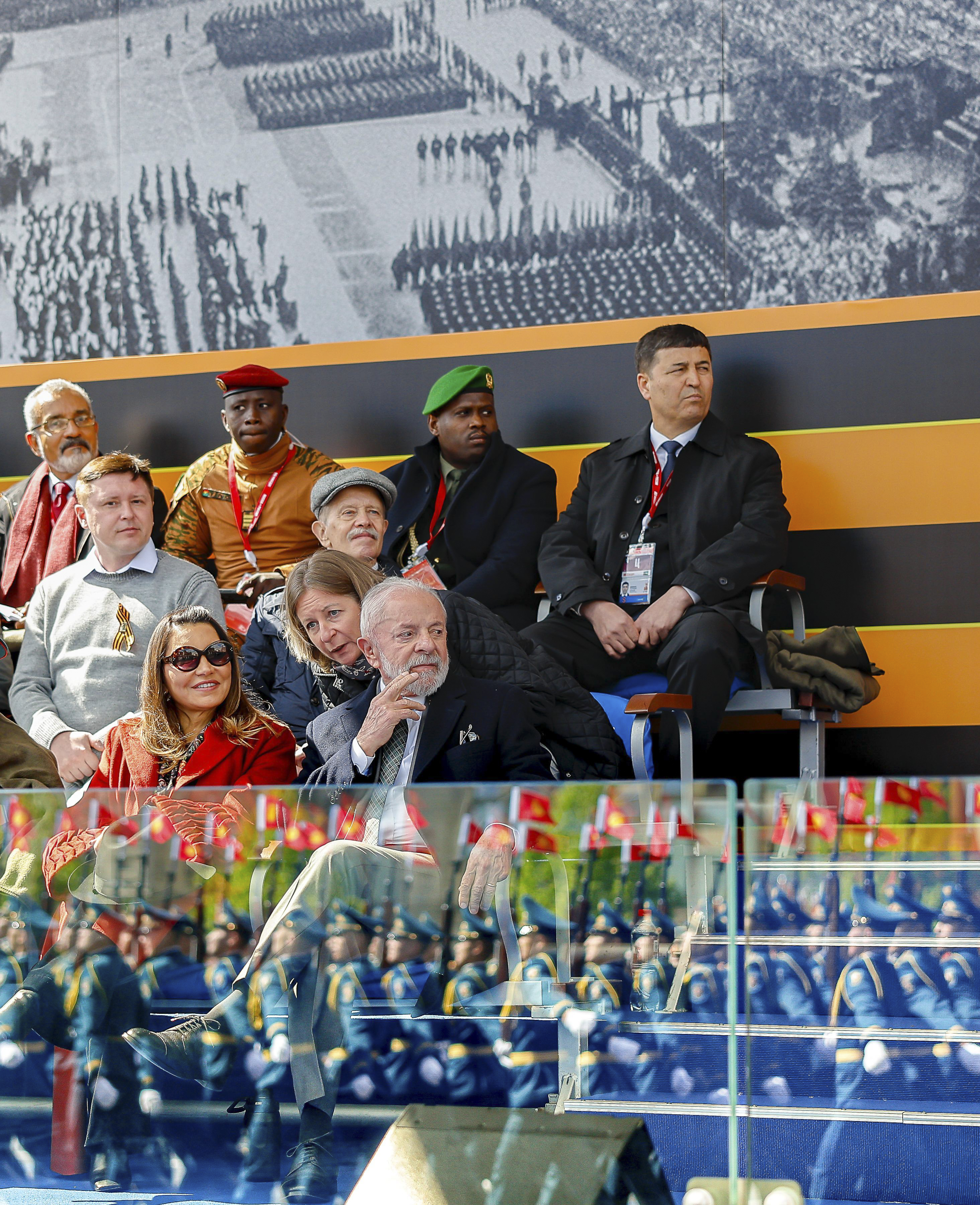
Lula của Brazil và Đệ nhất Phu nhân Janja

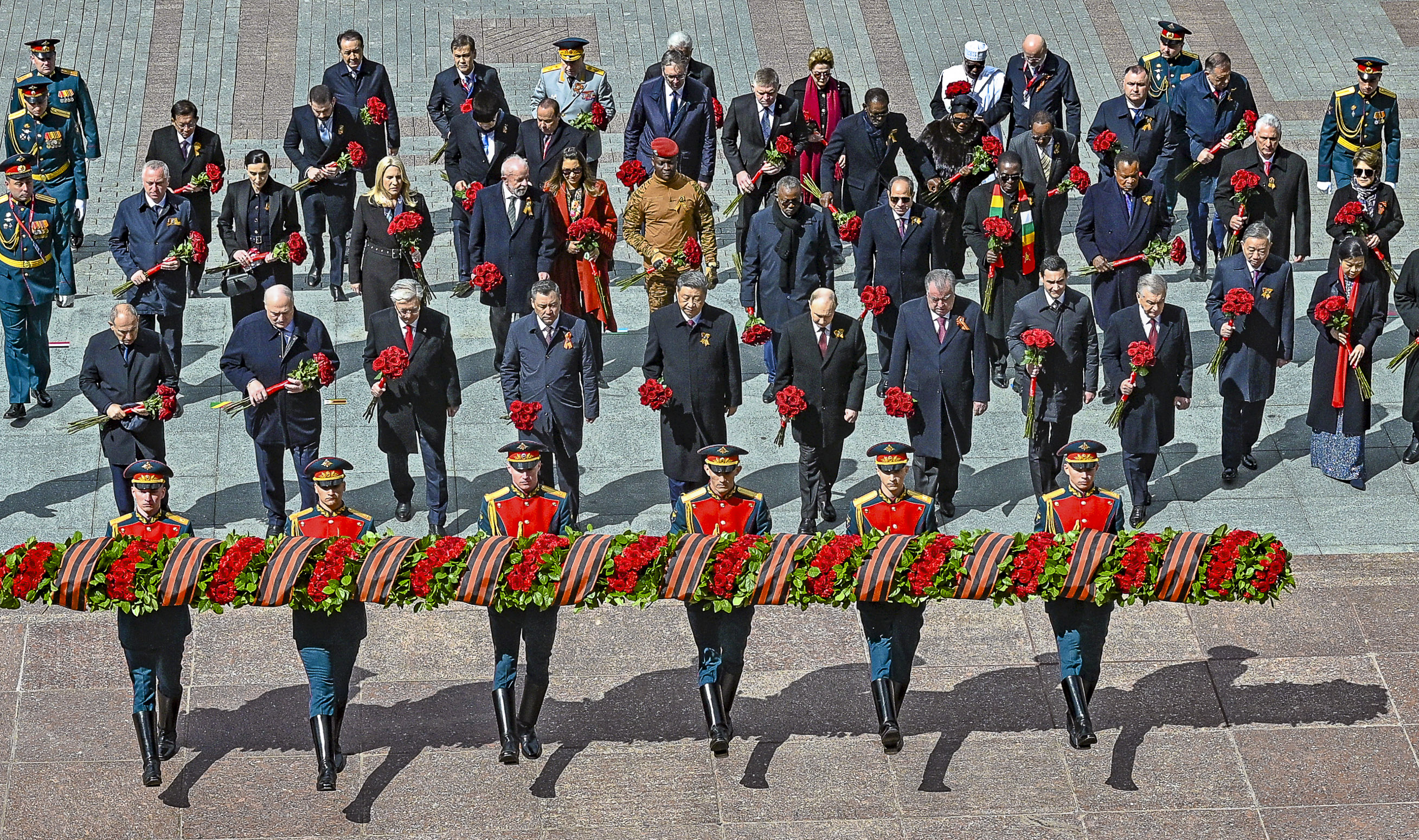
Các quan chức nước ngoài

Vào ngày 6 tháng 5, Yuri Ushakov, trợ lý của Tổng thống Putin về chính sách đối ngoại, đã công bố danh sách các chức sắc sẽ tham dự cuộc diễu hành, trong số đó có các nhà lãnh đạo của 29 quốc gia. Tổng thống Azerbaijan Ilham Aliyev hủy chuyến thăm vào ngày 7 tháng 5, Chủ tịch nước Lào Thongloun Sisoulith cũng làm điều tương tự.
- Tổng thống Abkhazia Badra Gunba[13]
- Thủ tướng Armenia Nikol Pashinyan[14]
- Chủ tịch Hội đồng Tổng thống Bosna và Hercegovina Željka Cvijanović
  -  Tổng thống Cộng hòa Srpska Milorad Dodik[15]
- Tổng thống Belarus Alexander Lukashenko[16]
- Tổng thống Brazil Luiz Inácio Lula da Silva[17]
- Tổng thống Burkina Faso Ibrahim Traoré[18]
- Chủ tịch nước Cộng hòa Nhân dân Trung Hoa và Tổng Bí thư Đảng Cộng sản Trung Quốc Tập Cận Bình[19]
- Tổng thống Cộng hòa Congo Denis Sassou-Nguesso[20]
- Chủ tịch nước Cộng hòa Cuba và Tổng Bí thư Đảng Cộng sản Miguel Díaz-Canel[21]
- Tổng thống Ai Cập Abdel Fattah el-Sisi[22]
- Tổng thống Guinea Xích Đạo Teodoro Obiang Nguema Mbasogo[23]
- Tổng thống Ethiopia Taye Atske Selassie[24]
- Tổng thống Guinea-Bissau Umaro Sissoco Embaló[25]
- Bộ trưởng Bộ Quốc phòng Sanjay Seth
- Bộ trưởng Bộ Quốc phòng Sjafrie Sjamsoeddin
- Đại sứ Iran tại Nga Kazem Jalali
- Đại sứ Israel tại Nga Simona Halperin
- Tổng thống Kazakhstan Kassym-Jomart Tokayev[26]
- Tổng thống Kyrgyzstan Sadyr Japarov[27]
- Bộ trưởng Bộ Ngoại giao Thongsavanh Phomvihane
- Tổng tư lệnh của Quân đội Quốc gia Libya Khalifa Haftar
- Tổng thống Mông Cổ Ukhnaagiin Khürelsükh[28]
- Thủ tướng Myanmar và Chủ tịch Hội đồng Quản lý Nhà nước Min Aung Hlaing[29]
- Cố vấn Kinh tế và Quốc tế Laureano Ortega
- Đại sứ Bắc Triều Tiên tại Nga Sin Hong-chol
- Tổng thống Palestine Mahmoud Abbas[30]
- Tổng thống Serbia Aleksandar Vučić[31]
- Thủ tướng Slovakia Robert Fico[32]
- Bộ trưởng Bộ Quốc phòng và Cựu chiến binh Angie Motshekga
- Tổng thống Nam Ossetia Alan Gagloev[13]
- Tổng thống Tajikistan Emomali Rahmon[33]
- Tổng thống Turkmenistan Serdar Berdimuhamedow
- Tổng thống Uzbekistan Shavkat Mirziyoyev[34]
- Tổng thống Venezuela Nicolás Maduro[21]
- Tổng Bí thư Đảng Cộng sản Việt Nam Tô Lâm[35]
- Tổng thống Zimbabwe Emmerson Mnangagwa[36]

Vào tối ngày 8 tháng 5, Putin đã tổ chức tiệc tối chính thức dành cho các nhà lãnh đạo nước ngoài có mặt tại lễ duyệt binh Ngày Chiến thắng.

## Động thái
Trước lễ duyệt binh, Tổng thống Nga Vladimir Putin đã tuyên bố ngừng bắn trong cuộc xâm lược Ukraine của Nga. Ông Putin muốn lệnh ngừng bắn đã công bố chỉ kéo dài ba ngày, từ ngày 8 tháng 5 đến ngày 11 tháng 5 năm 2025, và đã bác bỏ đề xuất ngừng bắn trong 30 ngày. Tổng thống Ukraina Volodymyr Zelenskyy đã bác bỏ đề xuất của Putin và nhắc lại sự ủng hộ của ông đối với đề xuất ngừng bắn 30 ngày trước đó. Theo truyền thông phương Tây thì trong thời gian ngừng bắn do Nga tuyên bố, các lực lượng Nga tiếp tục các cuộc tấn công vào Ukraina. Các cuộc tấn công bằng máy bay không người lái của Ukraine đã buộc Sân bay Quốc tế Sheremetyevo ở Moscow phải liên tục dừng hoạt động, khiến chuyến bay của Tổng thống Serbia Vučić phải đáp xuống Azerbaijan. Người phát ngôn của Putin Dmitry Peskov đã lên án "chế độ Kyiv" và "xu hướng thực hiện các hành động khủng bố" của họ. Tổng thống Zelenskyy cảnh báo rằng Ukraina "không thể chịu trách nhiệm về những gì xảy ra" ở Nga do cuộc chiến ở Ukraine, và sẽ không "tham gia vào các trò chơi để tạo ra một bầu không khí dễ chịu cho phép Putin thoát khỏi sự cô lập vào ngày 9 tháng 5".